# Éturqueraye
Éturqueraye település Franciaországban, Eure megyében. Lakosainak száma 303 fő (2022. január 1.). Éturqueraye Brestot, Étréville, La Haye-Aubrée, Rougemontiers és Routot községekkel határos.

## Népesség
A település népességének változása:
| Lakosok száma | 203  | 237  | 237  | 267  | 279  | 284  | 298  | 300  | 304  | 303  |
|               | 1968 | 1982 | 1990 | 2006 | 2013 | 2015 | 2017 | 2019 | 2020 | 2022 |